# Dupreeh
Pour les articles homonymes, voir Peter Rasmussen et Rasmussen.
Dupreeh, de son vrai nom Peter Rasmussen, est un ancien joueur danois de Counter-Strike: Global Offensive et Counter-Strike 2, né le 26 mars 1993. Il évolue au sein de l'équipe Astralis de 2015 à 2021, puis chez Team Vitality à partir de janvier 2022. Il annonce sa retraite de joueur professionnel en juin 2025.
Avec Astralis, il remporte quatre majors, ce qui constitue un record dans l'histoire du jeu. Pour ses performances entre 2017 et 2020, l'équipe est souvent considérée comme l'une des plus grandes, voire comme la plus grande, de l'histoire de CS:GO.
Après 6 ans passés auprès d'Astralis, il rejoint Team Vitality avec qui il remporte le Major Blast Paris 2023. Avec ce cinquième tournoi majeur gagné, il obtient un record inégalé de victoires pour un joueur de CS:GO.
Sur le plan individuel, il est reconnu pour sa régularité, faisant partie des vingt meilleurs joueurs du monde selon HLTV tous les ans entre 2013 et 2020 à l'exception de 2016.
Il est actuellement le joueur de Counter-Strike: Global Offensive le plus prolifique, ayant dépassé le cap des 2 millions de $ de recettes après la victoire de Team Vitality a l'ESL Pro League Saison 16 le 3 octobre 2022.

## Biographie

### Début de carrière
Dupreeh commence à jouer avec Nicolai « dev1ce » Reedtz and Andreas « Xyp9x » Højsleth avec les Copenhagen Wolves. Le trio rejoint Team Dignitas en 2014, où ils évoluent sous les ordres du leader Henrik ⁠« FeTiSh »⁠ Christensen. À cette époque, l'équipe est critiquée pour sa tendance à s'écrouler sous la pression lors des moments importants.

### Chez Astralis
En janvier 2016, dupreeh et ses coéquipiers créent leur propre équipe, Astralis. En octobre, Lukas « gla1ve » Rossander devient le nouveau leader de l'équipe.
En 2016, Markus « Kjaerbye » Kjærbye rejoint Astralis et devient le nouvel ouvreur de l'équipe, ce qui entraîne un repositionnement de dupreeh au poste de lurker. Il devient même un temps le sniper de l'équipe à la place de dev1ce. Cette même année, il est contraint de quitter l'équipe au milieu de l'ESL One Cologne, deuxième major de l'année, pour être hospitalisé en raison d'une appendicite.
En 2017, dupreeh et Astralis remportent leur premier major, lors de l'ELEAGUE Major: Atlanta 2017.
Le 7 février 2018, Emil « Magisk » Reif rejoint Astralis à la place de « Kjaerbye », permettant à dupreeh de reprendre son poste initial. Avec Magisk, Astralis remporte trois majors d'affilée, ce qui constitue un record.
En 2021, Astralis échoue à atteindre les quarts de finale du major de Stockholm. À la suite de cet échec, la structure décide de mettre sur le banc dupreeh et Magisk. Ils quittent officiellement l'équipe en décembre 2021, puis rejoignent Team Vitality un mois plus tard, aux côtés de Danny « zonic » Sørensen, leur ancien entraîneur chez Astralis.

### Chez Vitality
Après avoir rejoint Vitality en décembre 2021, dupreeh subit avec l'équipe un bilan mitigé lors de la première moitié de 2022, échouant à satisfaire les attentes de la communauté. L'équipe est éliminée lors de la phase des groupes du tournoi majeur PGL Major Anvers 2022, alors qu'elle était attendue dans la phase finale du tournoi.
Lors de la deuxième moitié de 2022, dupreeh remporte son premier tournoi chez Vitality, l'ESL Pro League 16. L'équipe échoue néanmoins au second tournoi majeur de l'année, l'IEM Rio Major 2022, étant éliminée dans la phase de groupe encore une fois.
En avril 2023, Dupreeh et Vitality prennent leur revanche à Rio, en remportant l'IEM Rio 2023 face à Heroic. L'équipe se place donc favorite à l'approche du tournoi majeur de 2023 ayant lieu à Paris. Ces attentes sont confirmées puisque le 21 mai 2023, Vitality remporte le BLAST Paris Major 2023 face à GamerLegion 2-0. Cette victoire constitue la cinquième victoire de dupreeh dans un tournoi majeur de CS:GO, ce qui est un record inégalé sur le jeu.
Le 22 juin 2023, Vitality annonce que dupreeh ne fera plus partie de l'équipe à partir de cette date au profit de l'israélien Shahar « flameZ » Shushan.
Néanmoins, dupreeh a annoncé ne pas vouloir prendre sa retraite de joueur Counter-Strike, contrairement à ce que certaines personnes pouvaient supposer. Il a par ailleurs l'ambition d'aller remporter un sixième tournoi majeur dans une nouvelle équipe début 2024, puisque celui se déroulera sur la suite de CS:GO, le jeu Counter-Strike 2, et dans son pays natal, à Copenhague, Danemark.

### Chez Falcons
Après un cours passage chez Heroic puis chez Preasy Esport, Dupreeh s'engage avec l'équipe saoudienne Team Falcon en mars 2024 sur le jeu Counter-Strike 2, où il retrouve ses anciens coéquipier de chez Astralis et Vitality, Magisk et Zonic. Fin 2024, après plusieurs échecs en compétitions, Dupreeh semble être sur la sellette chez Falcons. Il est définitivement mis sur le banc en novembre après le major de Shangaï puis devient free-agent mi-mai 2025.
Le 23 juin 2025, alors présentateur de la final du Blast.tv Major Austin 2025, il annonce mettre un terme à sa carrière de joueur professionnel,.

## Palmarès
| Tournoi                                                 | Équipe        | Année | Réf.   |
| ------------------------------------------------------- | ------------- | ----- | ------ |
| CCS Kick-off Season Finals                              | TSM           | 2015  | [ 26 ] |
| FACEIT League 2015 Stage 1 Finals                       | TSM           | 2015  | [ 27 ] |
| Fragbite Masters Season 4 Finals                        | TSM           | 2015  | [ 28 ] |
| FACEIT League 2015 Stage 2 Finals at DreamHack Valencia | TSM           | 2015  | [ 29 ] |
| PGL Season 1 Finals                                     | TSM           | 2015  | [ 30 ] |
| ECS Season 2 Finals                                     | Astralis      | 2016  | [ 31 ] |
| ELEAGUE Major 2017                                      | Astralis      | 2017  | [ 32 ] |
| IEM Katowice 2017                                       | Astralis      | 2017  | [ 33 ] |
| DreamHack Masters Marseille 2018                        | Astralis      | 2018  | [ 34 ] |
| ESL Pro League Season 7 Finals                          | Astralis      | 2018  | [ 35 ] |
| ECS Season 5 Finals                                     | Astralis      | 2018  | [ 36 ] |
| ELEAGUE CS:GO Premier 2018                              | Astralis      | 2018  | [ 37 ] |
| FACEIT Major 2018                                       | Astralis      | 2018  | [ 38 ] |
| BLAST Pro Series Istanbul 2018                          | Astralis      | 2018  | [ 39 ] |
| IEM Chicago 2018                                        | Astralis      | 2018  | [ 40 ] |
| ECS Season 6 Finals                                     | Astralis      | 2018  | [ 41 ] |
| ESL Pro League Season 8 Finals                          | Astralis      | 2018  | [ 42 ] |
| BLAST Pro Series Lisbon 2018                            | Astralis      | 2018  | [ 43 ] |
| IEM Katowice 2019                                       | Astralis      | 2019  | [ 44 ] |
| BLAST Pro Series São Paulo 2019                         | Astralis      | 2019  | [ 45 ] |
| StarLadder Major: Berlin 2019                           | Astralis      | 2019  | [ 46 ] |
| IEM Beijing 2019                                        | Astralis      | 2019  | [ 47 ] |
| ECS Season 8 Finals                                     | Astralis      | 2019  | [ 48 ] |
| BLAST Pro Series Global Final 2019                      | Astralis      | 2019  | [ 49 ] |
| ESL One: Road to Rio - Europe                           | Astralis      | 2020  | [ 50 ] |
| ESL Pro League Season 12 Europe                         | Astralis      | 2020  | [ 51 ] |
| DreamHack Masters Winter 2020 Europe                    | Astralis      | 2020  | [ 52 ] |
| IEM Global Challenge 2020                               | Astralis      | 2020  | [ 53 ] |
| ESL Pro League Season 16                                | Team Vitality | 2022  | [ 54 ] |
| IEM Rio 2023                                            | Team Vitality | 2023  | [ 55 ] |
| BLAST.tv Paris Major 2023                               | Team Vitality | 2023  | [ 56 ] |